# Tinta de noz de nogueira

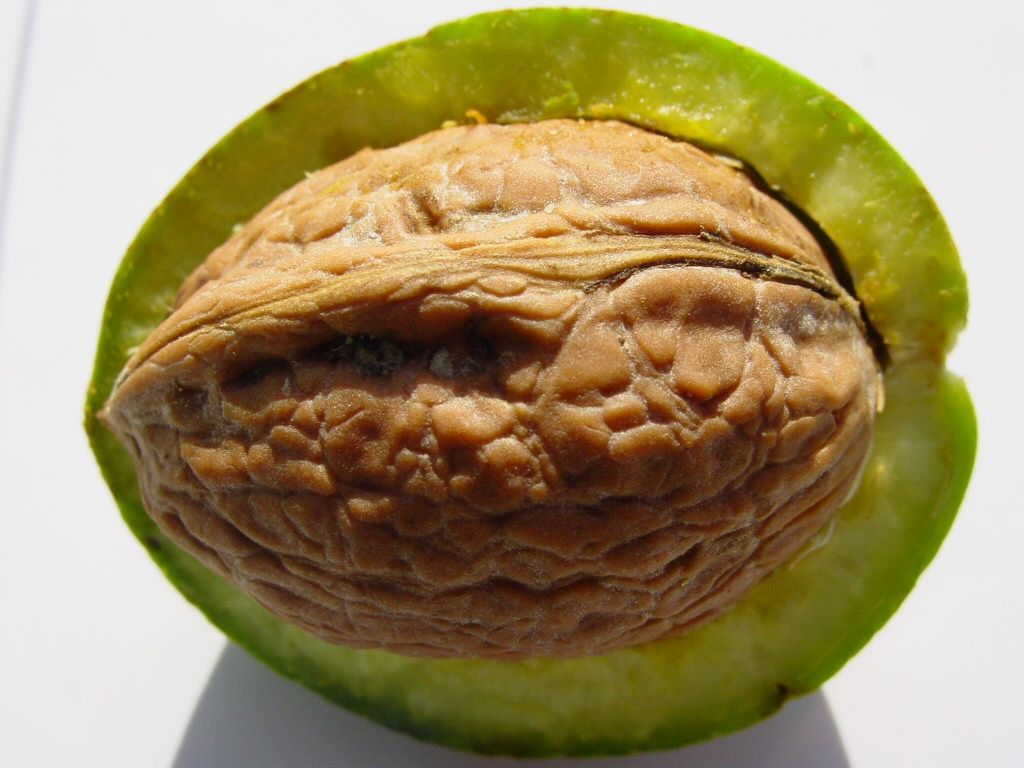
Corte transversal da casca da qual é feita a tinta de noz de nogueira.

A tinta de noz de nogueira é uma tinta feita a partir da casca verde que envolve a noz. A nogueira preta Juglans nigra é a mais utilizada. A tinta pode ser líquida ou feita de cristais que são misturados com água antes do uso. Pode ser usada para produzir manchas e escurecer papel, fazendo com que pareça mais velha. A tinta tem boas propriedades de arquivamento.

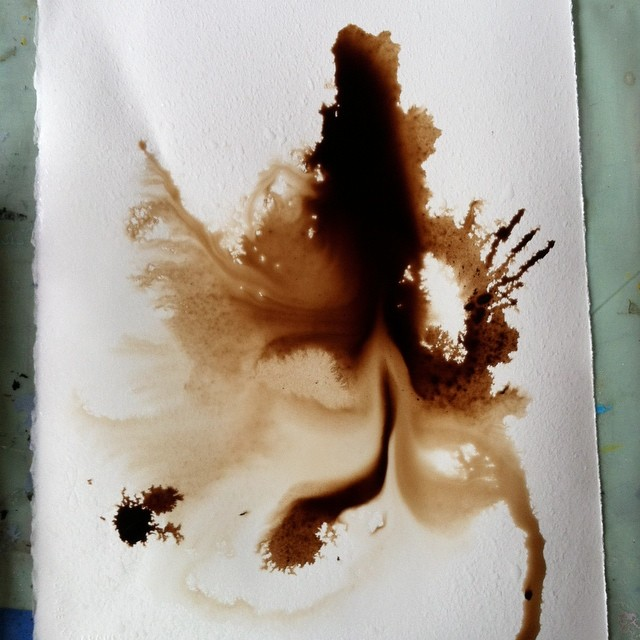
Lavagem com tinta de noz de nogueira antes de secar.

Um uso antigo da tinta de noz de nogueira era manchar as mãos de criminosos nas comunidades ciganas. Uma vez manchado, é impossível lavá-lo e permanece na pele por um longo período de tempo.